# علي بن محمد آل حميد
علي بن محمد بن غرير آل حميد الخالدي، رابع حكام دولة بني خالد، تولى الحكم من عام 1135هـ إلى 1142هـ خلفًا لشقيقه سعدون بن محمد.

## نسبه الكامل
هو علي بن محمد بن غرير بن عثمان بن سعدون بن ربيع ال حميد من قبيلة بني خالد.

## بدايه حكمه
لم تستقر الأمور في عهده بسبب الصراع على السلطة مع أبناء أخيه سعدون، كما بدأت القبائل في عهده كالظفير والمنتفق وعنزة تتدخل في الشؤون الداخلية لبني خالد وقد أشتهر بالشجاعة والقوة البدنية وأستمر في الحكم حتى عام 1142هـ

## وفاته
قتل على يد منافسيه قرب عين الحوار في الأحساء ودفن هناك سنة 1142هـ/1730م.

### فِهرِس المراجع
1. ↑  "https://twitter.com/JAlArb/status/1078501732664205312". X (formerly Twitter). مؤرشف من الأصل في 2021-06-02. اطلع عليه بتاريخ 2023-10-18. {{استشهاد ويب}}: روابط خارجية في |عنوان= (مساعدة)

| علي بن محمد آل حميد |                                        |                     |
| سبقه سعدون بن محمد  | أُمراء دولة بني خالد الأولى 1723 - 1736 | تبعه سليمان بن محمد |